# Lista de deputados estaduais de Alagoas da 19.ª legislatura
Esta é a lista de deputados estaduais de Alagoas para a legislatura 2019–2023. Nas eleições estaduais em Alagoas em 2018 no dia 7 de outubro de 2018, um total de 27 deputados foram eleitos, destes 15 foram reeleitos.

## Composição das bancadas
| Partido       | Líder               | Bancada | Posição      |
| ------------- | ------------------- | ------- | ------------ |
| MDB           | Ricardo Nezinho     | 6 / 27  | Governo      |
| PP            | Léo Loureiro        | 4 / 27  | Independente |
| PRTB          | Fátima Canuto       | 4 / 27  | Governo      |
| PSDB          | Cibele Moura        | 2 / 27  | Independente |
| PSD           | Gilvan Barros Filho | 2 / 27  | Governo      |
| Solidariedade | Marcelo Victor      | 1 / 27  | Governo      |
| PTB           | Antônio Albuquerque | 1 / 27  | Governo      |
| PTC           | Cabo Bebeto         | 1 / 27  | Independente |
| Cidadania     | Marcos Barbosa      | 1 / 27  | Governo      |
| PROS          | Bruno Toledo        | 1 / 27  | Governo      |
| PDT           | Inácio Loiola       | 1 / 27  | Oposição     |
| PMN           | Francisco Tenório   | 1 / 27  | Governo      |
| DEM           | Davi Maia           | 1 / 27  | Oposição     |
| PV            | Silvio Camelo       | 1 / 27  | Governo      |

## Deputados Estaduais
| Nome                | Partido       | Coligação                                        | Votos nominais | Notas                                          | Ref   |
| ------------------- | ------------- | ------------------------------------------------ | -------------- | ---------------------------------------------- | ----- |
| Jo Pereira          | MDB           | MDB – PR – PTB – PHS – PRP – PSD – SOLIDARIEDADE | 3,59% (53.707) |                                                | [ 1 ] |
| Ricardo Nezinho     | MDB           | MDB – PR – PTB – PHS – PRP – PSD – SOLIDARIEDADE | 2,94% (43.961) |                                                | [ 1 ] |
| Olavo Calheiros     | MDB           | MDB – PR – PTB – PHS – PRP – PSD – SOLIDARIEDADE | 2,71% (40.466) |                                                | [ 1 ] |
| Marcelo Victor      | Solidariedade | MDB – PR – PTB – PHS – PRP – PSD – SOLIDARIEDADE | 2,64% (39.422) | O partido parou de usar sigla, antes usava SD. | [ 1 ] |
| Davi Davino Filho   | PP            | DEM – PTC – PSDB – PP – PSB – PSC – PROS – PRB   | 2,63% (39.342) |                                                | [ 1 ] |
| Antonio Albuquerque | PTB           | MDB – PR – PTB – PHS – PRP – PSD – SOLIDARIEDADE | 2,58% (38.556) |                                                | [ 1 ] |
| Paulo Dantas        | MDB           | MDB – PR – PTB – PHS – PRP – PSD – SOLIDARIEDADE | 2,57% (38.397) |                                                | [ 1 ] |
| Cibele Moura        | PSDB          | DEM – PTC – PSDB – PP – PSB – PSC – PROS – PRB   | 2,53% (37.824) |                                                | [ 1 ] |
| Fátima Canuto       | PRTB          | PRTB – PPS – DC                                  | 2,48% (37.151) |                                                | [ 1 ] |
| Yvan Beltrão        | PSD           | MDB – PR – PTB – PHS – PRP – PSD – SOLIDARIEDADE | 2,30% (34.403) |                                                | [ 1 ] |
| Jairzinho Lira      | PRTB          | PRTB – PPS – DC                                  | 2,15% (32.165) |                                                | [ 1 ] |
| Cabo Bebeto         | PTC           | PSL – PATRI – PPL                                | 2,11% (31.573) | Eleito pelo PSL                                | [ 1 ] |
| Gilvan Barros Filho | PSD           | MDB – PR – PTB – PHS – PRP – PSD – SOLIDARIEDADE | 2,09% (31.316) |                                                | [ 1 ] |
| Galba Novaes        | MDB           | MDB – PR – PTB – PHS – PRP – PSD – SOLIDARIEDADE | 2,04% (30.481) |                                                | [ 1 ] |
| Flávia Cavalcante   | PRTB          | PRTB – PPS – DC                                  | 1,98% (29.561) |                                                | [ 1 ] |
| Marcos Barbosa      | Cidadania     | PRTB – PPS – DC                                  | 1,94% (29.079) | O partido se chamava PPS.                      | [ 1 ] |
| Marcelo Beltrão     | MDB           | MDB – PR – PTB – PHS – PRP – PSD – SOLIDARIEDADE | 1,90% (28.434) |                                                | [ 1 ] |
| Bruno Toledo        | PROS          | DEM – PTC – PSDB – PP – PSB – PSC – PROS – PRB   | 1,90% (28.431) |                                                | [ 1 ] |
| Inácio Loiola       | PDT           | AVANTE – PTB – PODE – PMN                        | 1,86% (27.828) |                                                | [ 1 ] |
| Léo Loureiro        | PP            | MDB – PR – PTB – PHS – PRP – PSD – SOLIDARIEDADE | 1,81% (27.130) |                                                | [ 1 ] |
| Angela Garrote      | PP            | DEM – PTC – PSDB – PP – PSB – PSC – PROS – PRB   | 1,79% (26.845) |                                                | [ 1 ] |
| Breno Albuquerque   | PRTB          | PRTB – PPS – DC                                  | 1,76% (26.355) |                                                | [ 1 ] |
| Francisco Tenório   | PMN           | AVANTE – PTB – PODE – PMN                        | 1,70% (25.432) |                                                | [ 1 ] |
| Tarcizo Freire      | PP            | DEM – PTC – PSDB – PP – PSB – PSC – PROS – PRB   | 1,65% (24.709) |                                                | [ 1 ] |
| Dudu Ronalsa        | PSDB          | DEM – PTC – PSDB – PP – PSB – PSC – PROS – PRB   | 1,61% (24.095) |                                                | [ 1 ] |
| Davi Maia           | DEM           | DEM – PTC – PSDB – PP – PSB – PSC – PROS – PRB   | 1,59% (23.748) |                                                | [ 1 ] |
| Silvio Camelo       | PV            | PT – PV – PC do B                                | 1,04% (15.594) |                                                | [ 1 ] |